# Rheinische Naturforschende Gesellschaft
Die Rheinische Naturforschende Gesellschaft e. V. (RNG) wurde 1834 auf Anregung des Notars und Ornithologen Carl Bruch in Mainz gegründet. Ursprüngliches Ziel der Gesellschaft war das Anlegen und Ausstellen von naturkundlichen Sammlungen sowie naturkundliche Vorträge und Exkursionen. Die Sammlungen der Gesellschaft wurden zu Beginn des 20. Jahrhunderts von der Stadt Mainz übernommen und bildeten den Grundstock des Inventars des 1910 gegründeten Naturhistorischen Museums in Mainz.

## Gründung
Die Gründung der Rheinischen Naturforschende Gesellschaft erfolgte 1834. Die Behörden in Darmstadt, Mainz gehörte seit 1816 zum Großherzogtum Hessen, genehmigten erst im zweiten Anlauf die Gründung der Gesellschaft da man durch die Betonung der Zugehörigkeit zum Rheinland politische Absichten befürchtete. Bei der Gründung waren neben Naturkundlern auch Mediziner wie beispielsweise Johann Gröser, in erheblichem Maße beteiligt. Bis 1849 bildeten sie eine eigene „Medizinische Sektion“ innerhalb der Gesellschaft.

## Die Gesellschaft heute
Die klassischen Ziele bei der Gesellschaftsgründung werden auch heute noch verfolgt. Nach wie vor engagiert sich die Gesellschaft in der Vermittlung naturwissenschaftlicher Erkenntnisse, insbesondere der Geo- und Biowissenschaften. Vorträge für die interessierte Bevölkerung finden im Winterhalbjahr im Naturhistorischen Museum der Stadt Mainz statt. Kleinere Exkursionen führen in die nähere Umgebung wie beispielsweise Rheinhessen, Taunus, Hunsrück, Eifel. Zurzeit gibt es jährlich eine mehrtägige Exkursion, die 2018 ins Elsass und 2019 nach Thüringen (Hainich und Kyffhäuser) führte, 2003 wurde das rheinland-pfälzische Partnerland Ruanda besucht.
Bei der Rheinischen Naturforschende Gesellschaft gibt es aktuell zwei aktive Arbeitskreise, der Arbeitskreis Geowissenschaften (Geologie, Paläontologie) und der Arbeitskreis Botanik. Beide Arbeitskreise organisieren Fachvorträge und -exkursionen unter wissenschaftlicher Führung. Ein weiterer Schwerpunkt liegt in der landespflegerischen Arbeit in Mainz und Rheinhessen. In Zusammenarbeit mit der Oberen und Unteren Naturschutzbehörde und mit lokalen Pflegeorganisationen (GNOR, NSGI, AKU-Mombach usw.) werden naturschutzfachlich, meist botanisch, bedeutende Gebiete wie die Naturschutzgebiete Mainzer Große Sand und der „Rabenkopf“ im NSG Hangflächen um den Heidesheimer Weg (Ingelheim) gepflegt.
Die RNG gibt in Verbindung mit dem Naturhistorischen Museum Mainz (nhm) und der Landessammlung für Naturkunde Rheinland-Pfalz regelmäßig Mitteilungen und das Mainzer Naturwissenschaftliche Archiv heraus. Für besondere Verdienste um die Rheinische Naturforschende Gesellschaft und das Naturhistorische Museum Mainz und für herausragende naturwissenschaftliche Arbeiten über das Arbeitsgebiet der Gesellschaft verleiht die Gesellschaft die „Wilhelm von Reichenau Medaille“, die an den ersten Direktor des Naturhistorischen Museums und Mitglied der Gesellschaft, Wilhelm von Reichenau, erinnert.